# Восточно-Караханидское ханство
Восточно-Караханидское ханство — феодальное государство, образовано в результате распада Караханидского государства на две части. Сначала, до 1130 года, столицей Восточного ханства был Баласагун, после его захвата каракитаями столицей ханства стал город Кашгар. В 1141 году в Узкенде Хусайн хан объявил себя ханом и с этого момента ханство было разделено на две части.

## История
В начале 1020-х годов Караханидское государство погрузилось в кризис из-за соперничества двух ветвей правящей династии — Гасанидов и Алидов. В первое время верх доставался первой династии. Однако вскоре между братьями Юсуфом, Али и Мухаммадом началась борьба за власть. В результате Бухара и Самарканд перешли во владения Али-тегина. Другой брат, Сулейман, получил в собственность Узген, где стал полунезависимым обладателем.
В эту борьбу был в 1038 году вмешался представитель Алидов — Ибрахим ибн Наср Табгач-хан, захвативший Мавераннахр. Попытки великого кагана Сулеймана Арслан-хана II из Гасанидов подчинить того своей не принесли успеха. В 1040 году было договорено о разделе Караханидского государства. С этого времени отсчитывается существование Восточно-Караханидского ханства.
С начала 1050-х годов государство погрузилось в длительные войны за трон. В то же время происходили постоянные стычки с сельджукидами и газневидами. В 1062 году устанавливаются политические и торговые отношения с китайской Империей Сун. Лишь в 1068 году заключён более или менее прочный договор с Западно-Караханидским ханством, согласно которому границей между государствами стала река Сейхун.
С 1075 по 1102 года ханство переживало политический, экономический и культурный подъем. В 1102 году была предпринята попытка объединить объединить два распавшихся Караханидских ханства. Однако в борьбе с Сельджукидами в 1103 году погиб Джабраил Кадыр-хан. После этого происходит упадок государства, вызванный войнами с кочевниками.
В 1128 году начинаются войны с каракитаями. В 1130 году кагану Ибрагиму II на время удаётся вновь покорить Западно-Караханидское ханство. Но уже через 2 года вынужден был отступить. В результате поражений от каракитаев до 1133 года были потеряны северные земли вместе со столицей Баласагун. Новой постоянной резиденцией стал Кашгар. К 1141 году Восточно-Караханидское ханство признает превосходство каракитаев. Его правители получат титул «илек-туркмен» (правителя тюрок).
В 1141 году каракитайский гурхан Елюй Даши становится покровителем Средней Азии. В то же время, он способствовал расколу ханства со столицами в Узгене и Кашгаре. С этого времени начинается борьба между их властителями. В дальнейшем кашгарские и узгенские ханы принимают участие в походах каракитаев против Хорезма, Гуридов и Сельджукидов.
В 1178 году Ибрахим III Богра-хан из Узгена сумел покорить Западно-Караханидское ханство. В то же время власть каракитаев сильно ослабевает, а с 1180-х годов усиливается влияние Хорезма.
Первую попытку обрести самостоятельность предпринял Юсуф II Тамгач-хан, но в конце 1205 года потерпел поражение. В 1211 году кашгарское владение было присоединено к Каракитайскому ханству. В то же время в 1209 году Ахмад Кадыр-хан из Узгена признал превосходство Хорезма. Однако в 1213 году при Махмуде Арслан-хане узгенское владение также было присоединено к Каракитайскому государству. С этим прекратило существование Восточно-Караханидское ханство.

## Политический строй
До 1130 года столицей ханства был Баласагун. Затем она была перенесена в Кашгар, а Баласагун стал церемониальным местом. В 1130-х годах после вторжения каракитаев Кашгар стал единственной столицей государства. В 1141 году столицей остальной части ханства был Узген.
Сохранялась система управления, существовавшая ранее в Караханидском государстве. Во главе стоял каган, при котором действовал диван. Делопроизводство велось на тюркском и арабском языках.

## Экономика
Основой экономики ханства были земледелие, скотоводство и торговля. Стремительно развивались города, появлялись новые, такие как Фараб и Казыкурт. Установление прочных отношений с Китаем способствовало интенсификации торговли.

## Культура
Основную роль в культуре и обществе населения играл ислам, вместе с тем сохранялось сильное влияние тюркских традиций. В ханстве работали известные поэты и ученые Юсуф Баласагуни, Ахмед Ясави, Ахмад Югнаки, Махмуд аль-Кашгари.

## Ханы Восточно-Караханидского ханства
1. Сулеймен Арслан-хан — хан (1042—1055)
2. Мухаммед II Богра-хан — хан (1055—1057).
3. Ибрахим I Богра-хан — хан (1057—1059).
4. Махмуд — хан (1059—1074).
5. Омар — хан (1074—1075).
6. Харун II Богра-хан — хан (1075—1102).
7. Джибраил Кадыр-хан — хан (1102—1103).
8. Ахмед Арслан-хан — хан (1103—1130).

### Ханы Восточно-Караханидского ханства в Кашгаре
1. Ибрахим II Богра-хан — хан (1130—1156)
2. Мухаммед III Богра-хан — хан (ок. 1156—1180).
3. Юсуф II Тамгач-хан — хан (1180—1205).
4. Мухаммед IV Богра-хан — хан (1205—1211)

### Ханы Восточно-Караханидского ханства в Узкенде
1. Хусайн — хан (1141—1156)
2. Махмуд — хан (1156—1162)
3. Ибрахим III Богра-хан — хан (1162—1178)
4. Ахмад — хан (1178—1210)
5. Махмуд — хан (1210—1212)